# Burgfreiheit (Królewiec)

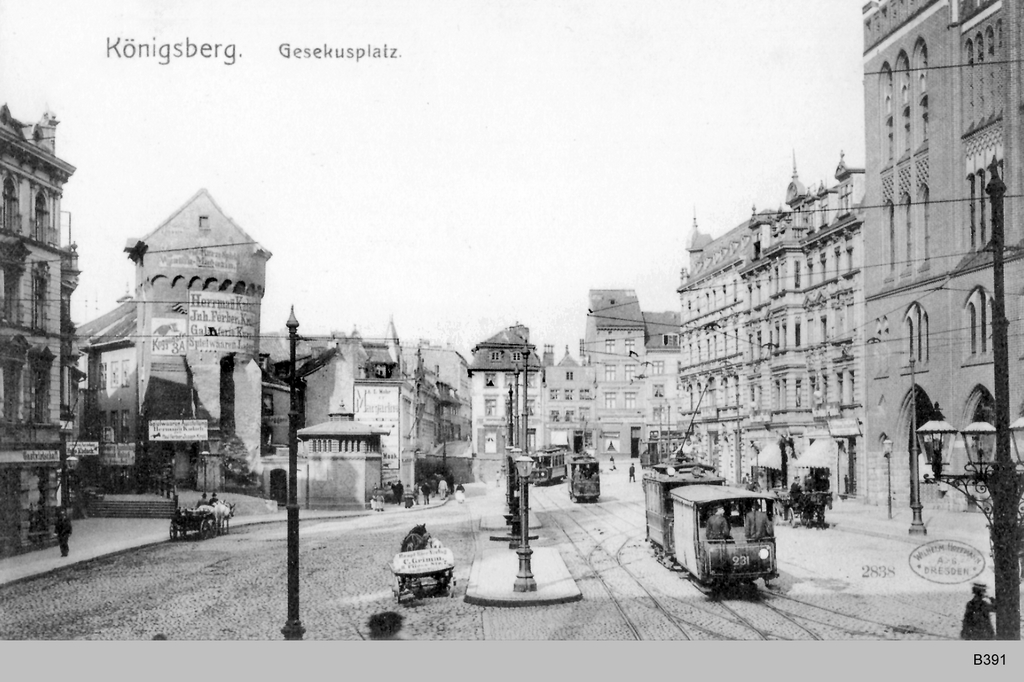
Gesekus-Platz ok. 1900

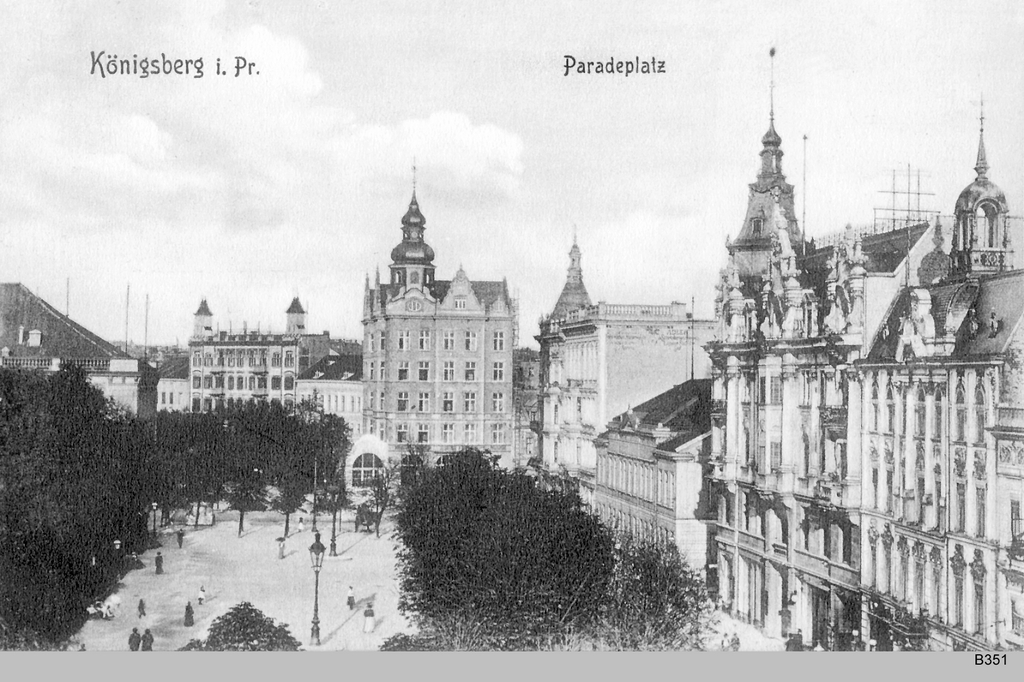
Paradeplatz w pocz. XX w.

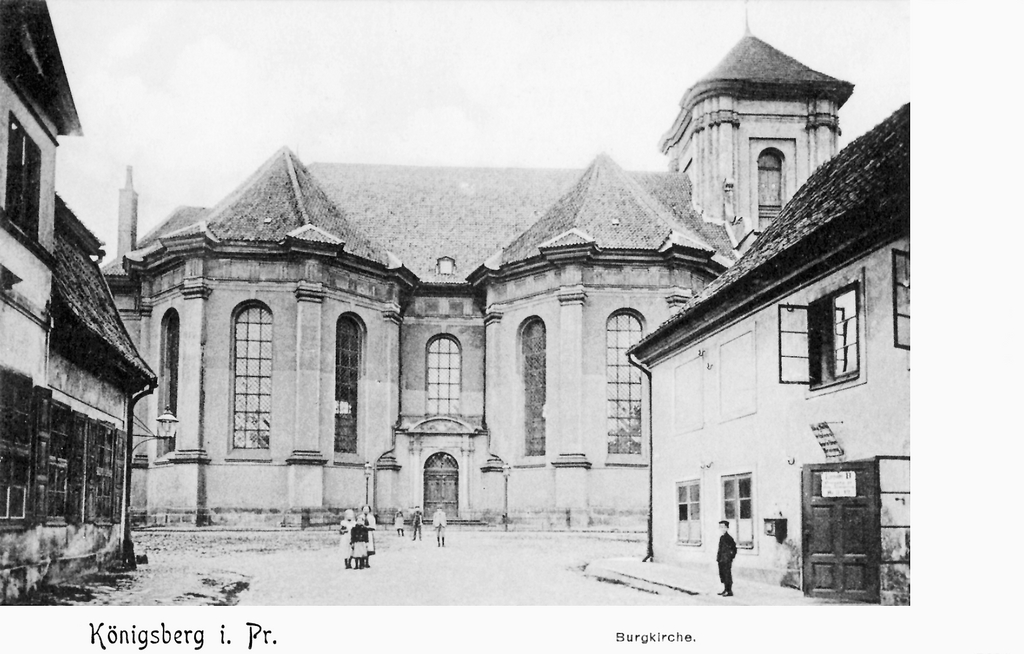
Burgkirche na starej pocztówce

Burgfreiheit (pol. Wola Zamkowa) – do 1809 wolnizna (niem. Freiheit) położona obok zamku, po obu stronach południowego krańca Stawu Zamkowego, później część śródmieścia Królewca.
Powstała jeszcze w średniowieczu na przedzamczu, potem została rozszerzona i ok. 1500 otoczona murami obronnymi. Na jej terenie znajdowała się wtedy m.in. kaplica św. Marii Magdaleny, kaplica św. Krzyża, a także rzeźnia.
Przed 1945 po zachodniej stronie zamku, na granicy Starego Miasta, znajdował się plac Gesekusa (Gesekus-Platz), jeden z głównych węzłów komunikacyjnych miasta, z neogotyckim gmachem Poczty Głównej z 1902. W pobliżu, przy ul. Rycerskiej (Junkerstrasse), w XIX w. wzniesiono nowy kościół staromiejski. Przy ul. Księżniczek (Prinzessinenstrasse) do 1893 stał dom mieszkalny Immanuela Kanta.
Na północ od zamku, po zachodniej stronie stawu obok Ogrodu Królewskiego (Königsgarten), w XVIII w. wytyczono Plac Defilad (Paradeplatz), przy którym zaczęto wznosić kościół garnizonowy, zamiaru tego jednak nie zrealizowano. W początkach XIX w. na jego fundamentach powstał teatr miejski, a w pobliżu w połowie stulecia postawiono nowy gmach Uniwersytetu, okazały pomnik konny Fryderyka Wilhelma III i później pomnik Immanuela Kanta.
Między zamkiem a stawem był położony plac Menniczy (Münzplatz) z pomnikiem księcia Albrechta z 1891 (Friedrich Reusch).
Na wschód od zamku przebiegała ul. Francuska (Franzözische Strasse), zamieszkana od 1686 przez uchodźców hugenockich z Francji. W pobliżu wznosił się Burgkirche, do 1819 zwany kościołem reformowanym, służący wiernym języka niemieckiego. Była to duża barokowa budowla z lat 1690–1701, wzorowana na Nowym Kościele w Hadze (proj. Johann Arnold Nering). Poświęcenie nastąpiło w związku uroczystościami koronacyjnymi Fryderyka Wilhelma I. Wieża, na której planowano wysoki hełm, pozostała nieukończona. Wieloboczna nawa kościoła, zniszczonego podczas nalotu w 1944, została wysadzona w powietrze 1954, ruiny wieży przetrwały do 1969. Obok, od 1658, znajdowała się szkoła reformowana, w której nabożeństwa odprawiali Francuzi do czasu zbudowania własnego kościoła na Neue Sorge.
W 1701 z okazji koronacji Fryderyka I król starał się o przekształcenie wolnizny w kolejne miasto królewieckie – Friedrichstadt – co uniemożliwił solidarny opór trzech starszych miast, tj. Starego Miasta, Knipawy i Lipnika.
Po zniszczeniach wojennych z lat 1944–1945 ruiny usunięto, wprowadzając nową zabudowę i zieleńce, znacznie przekształcając sieć urbanistyczną. Pozostał jedynie gmach uniwersytecki, znacznie przebudowany, przy którym ustawiono zrekonstruowany pomnik Kanta.